# Марушевец
Марушевец је насељено место и седиште општине у Вараждинској жупанији, Хрватска. До територијалне реорганизације у Хрватској налазио се у саставу бивше велике општине Иванец.

## Становништво
На попису становништва 2011. године, општина Марушевец је имала 6.381 становника, од чега у самом Марушевцу 460.

## Попис1991.
На попису становништва 1991. године, насељено место Марушевец је имало 550 становника, следећег националног састава:
| Попис 1991.‍  | Попис 1991.‍  | Попис 1991.‍ | Попис 1991.‍ | Попис 1991.‍ |
| ------------ | ------------ | ----------- | ----------- | ----------- |
|              |              |             |             |             |
| Хрвати       | Хрвати       |             | 487         | 88,54%      |
| Мађари       | Мађари       |             | 16          | 2,90%       |
| Југословени  | Југословени  |             | 10          | 1,81%       |
| Срби         | Срби         |             | 8           | 1,45%       |
| Словенци     | Словенци     |             | 4           | 0,72%       |
| Македонци    | Македонци    |             | 1           | 0,18%       |
| Русини       | Русини       |             | 1           | 0,18%       |
| остали       | остали       |             | 4           | 0,72%       |
| неопредељени | неопредељени |             | 13          | 2,36%       |
| непознато    | непознато    |             | 6           | 1,09%       |
| укупно: 550  |              |             |             |             |